# András Haklits
András Haklits (ur. 23 września 1977 w Szombathely) – chorwacki lekkoatleta (młociarz) oraz bobsleista, do 1998 reprezentujący Węgry. Pięciokrotny olimpijczyk (2000, 2004, 2008, 2010, 2012).
Startował na Zimowych Igrzyskach Olimpijskich w Vancouver. W konkurencji bobslejowych czwórek jechał razem z Slavenem Krajačiciem, Igorem Mariciem i Ivanem Šolą. Zawody ukończyli na 20. pozycji.

## Osiągnięcia lekkoatletyczne
- srebro młodzieżowych mistrzostw Europy (Göteborg 1999)
- 10. miejsce podczas igrzysk olimpijskich (Pekin 2008)
- 7. lokata na mistrzostwach świata (Berlin 2009)
- reprezentant Chorwacji w pucharze Europy i drużynowych mistrzostwach Europy
- wielokrotny złoty medalista mistrzostw Chorwacji
- złoty medalista mistrzostw NCAA[2] (także w rzucie ciężarem[3])

## Rekordy życiowe
- rzut młotem – 80,41 (2005) rekord Chorwacji
- rzut ciężarem (hala) – 24,43 (2001) rekord Chorwacji